# Vințu de Jos
Vințu de Jos (en hongrois : Alvinc, en allemand : Unter-Wintz) est une commune du județ d'Alba, dans l'ouest de la Roumanie. Le général Josef Alvinczy von Borberek et l'écrivain Zsigmond Kemény y sont nés.

## Démographie
Lors de ce recensement de 2011, 92,75 % de la population se déclare roumains et 1,68 % comme roms (1,82 % ne déclare pas d'appartenance ethnique).

## Politique
| Parti | Parti                                                 | Sièges |
| ----- | ----------------------------------------------------- | ------ |
|       | Parti national libéral (PNL)                          | 5      |
|       | Parti vert (PV)                                       | 4      |
|       | Parti social-démocrate (PSD)                          | 3      |
|       | Alliance des libéraux et démocrates (ALDE)            | 1      |
|       | Union nationale pour le progrès de la Roumanie (UNPR) | 1      |
|       | Parti social roumain (PSRo)                           | 1      |